# Theridion theridioides
Theridion theridioides är en spindelart som först beskrevs av Eugen von Keyserling 1890.  Theridion theridioides ingår i släktet Theridion och familjen klotspindlar. Inga underarter finns listade i Catalogue of Life.